# Nocturno (pintura)

La ronda de noche (1642), de Rembrandt, Rijksmuseum, Ámsterdam

El nocturno es un género pictórico consistente en la representación de escenas o paisajes ambientadas en la noche. 
Este tipo de cuadros se ha dado prácticamente en todas las épocas y estilos del arte, aunque su práctica tenía la dificultad de su representación veraz a causa de la ausencia de luz, por lo que en numerosas ocasiones se tuvo que recurrir al claroscuro y a los efectos lumínicos procedentes de la luz artificial, mientras que la luz natural debía proceder de la luna o las estrellas. Para la luz artificial se solían emplear velas, teas, lucernas, candiles, fuegos artificiales o elementos similares, mientras que en tiempos más recientes aparecen las luces de gas o eléctricas, las luces de neón o las producidas por faros de coche y similares. Estos focos de luz pueden ser directos o indirectos, pueden aparecer en el cuadro o iluminar la escena desde fuera. En cuanto a la gama cromática suele ser fría. Algunos estilos artísticos han desarrollado especialmente este tipo de escenas, como el tenebrismo barroco.
Algunos de los nocturnos más famosos son: La ronda de noche (1642), de Rembrandt; El 3 de mayo en Madrid (1813-1814), de Francisco de Goya; o Noche estrellada sobre el Ródano (1888), de Vincent van Gogh. Algunos autores han sentido una especial predilección por este tipo de obras, como James Abbott McNeill Whistler o Frederic Remington. También fue un recurso muy empleado por los impresionistas y realistas estadounidenses, como John Henry Twachtman, Albert Pinkham Ryder, Frank Tenney Johnson y Edward Hopper.

## Historia

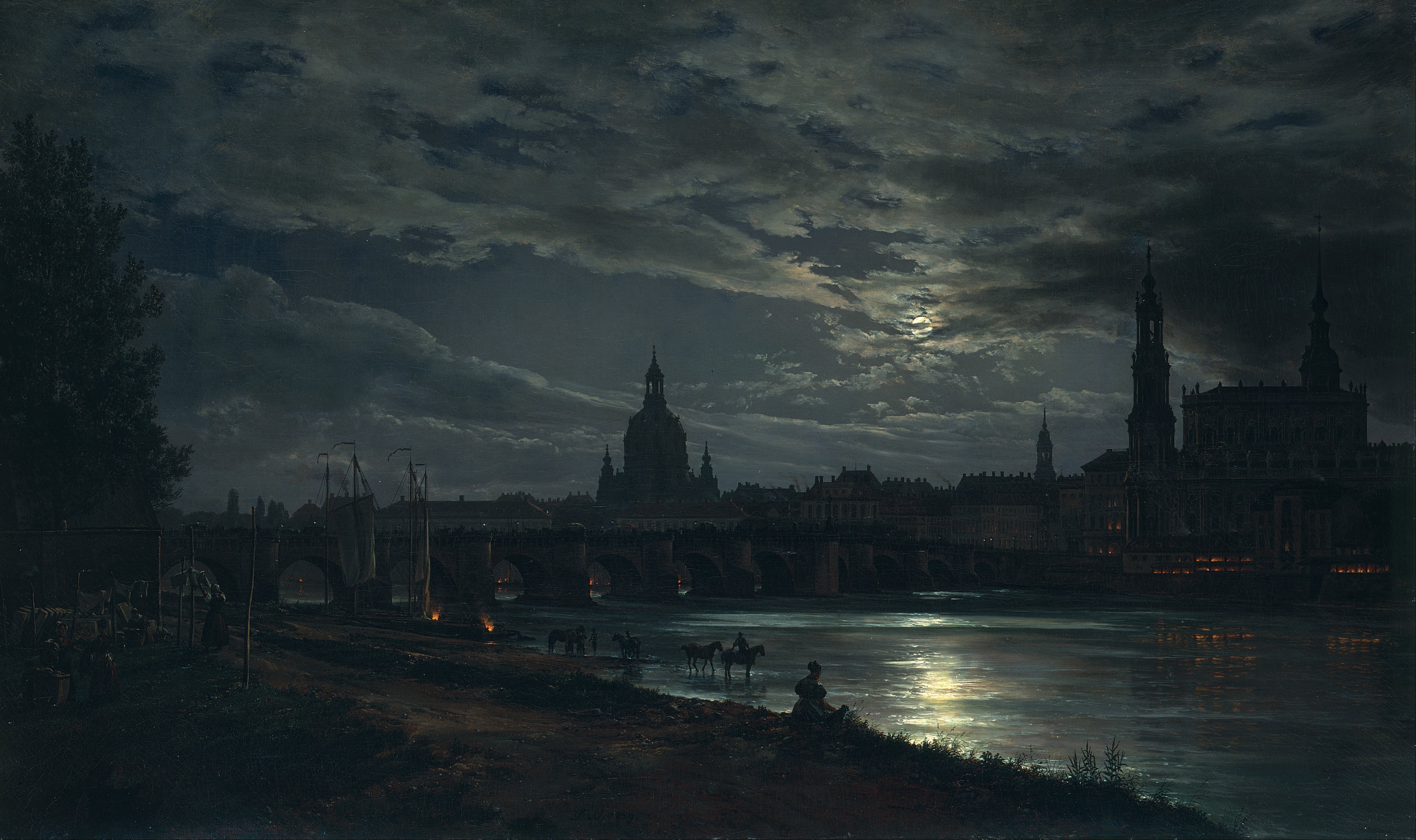
Vista de Dresde a la luz de la luna (1839), de Johan Christian Dahl, Gemäldegalerie Neue Meister, Dresde

La noche ha sido siempre una singularidad dentro de la pintura, hasta el punto de constituir un género propio. En estas escenas la luz procede de la luna, las estrellas o de algún tipo de iluminación artificial (fogatas, antorchas, velas o, más recientemente, luz de gas o eléctrica). La justificación para una escena nocturna se ha dado generalmente a partir de temas iconográficos ocurridos en esta franja horaria. En el siglo XIV la pintura empezó a alejarse del contenido simbólico y conceptual del arte medieval en busca de un contenido figurativo basado en un eje espacio-temporal más objetivo. Los artistas renacentistas eran refractarios a la ambientación nocturna, por cuanto su experimentación en el terreno de la perspectiva lineal requería de un marco objetivo y estable en el que la plena luz era indispensable. Así, Lorenzo Ghiberti afirmó que «no es posible que se vea en las tinieblas» y Leonardo Da Vinci escribió que «tinieblas significa completa privación de luz». Leonardo aconsejaba una escena nocturna únicamente con iluminación de un fuego, como un mero artificio para volver diurna una escena nocturna. Sin embargo, el esfumado leonardesco abrió una primera puerta a una representación naturalista de la noche, gracias a la disminución cromática en la distancia en el que el blanco azulado del aire luminoso leonardesco se puede convertir en un negro azulado para la noche: así como el primero crea un efecto de lejanía el segundo provoca cercanía, la dilución del fondo en la penumbra. Esta tendencia tendrá su punto culminante en el tenebrismo barroco, en el que la oscuridad se emplea para añadir dramatismo a la escena y para enfatizar ciertas partes del cuadro, muchas veces con un aspecto simbólico. Por otra parte, en el siglo XVII la representación de la noche adquiere un carácter más científico, especialmente gracias al invento del telescopio por Galileo y a una más detallada observación del cielo nocturno. Por último, los avances en iluminación artificial en el siglo XIX potenciaron la conquista del horario nocturno, que se convierte en un horario de ocio y diversión, circunstancia que fue especialmente plasmada por los impresionistas.

## Galería

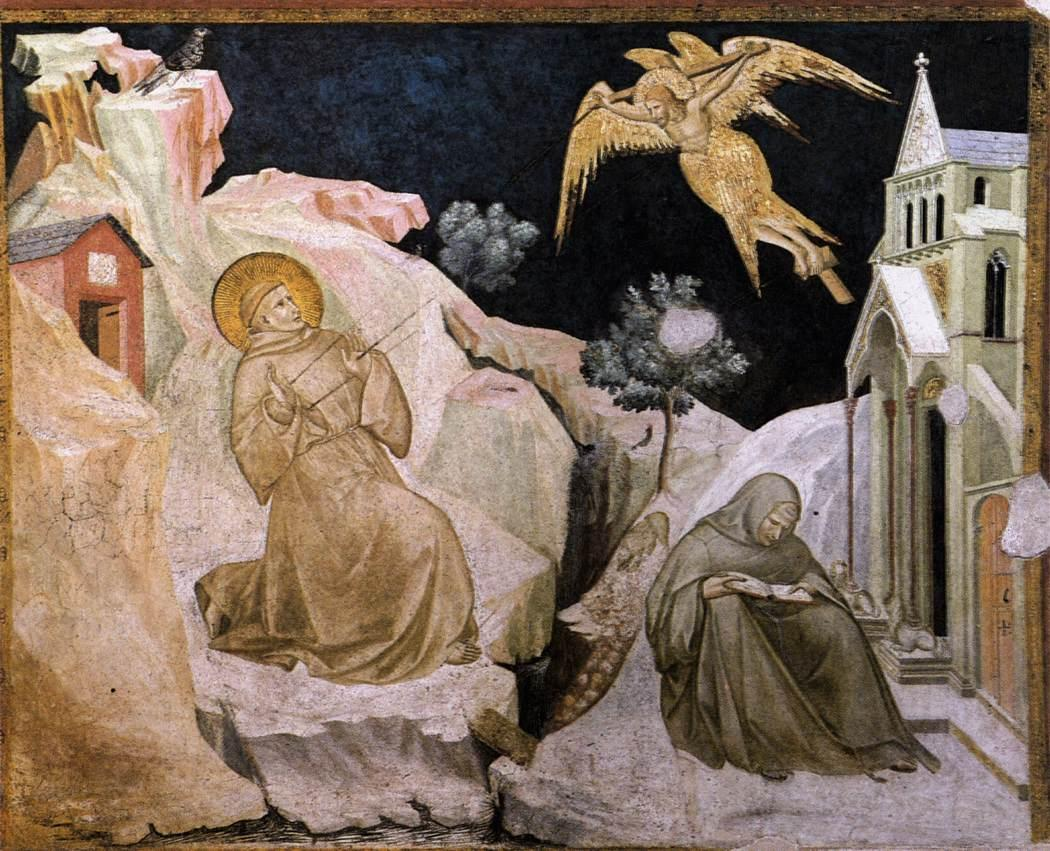
Estigmas de San Francisco (c. 1320), de Pietro Lorenzetti, Basílica de San Francisco de Asís
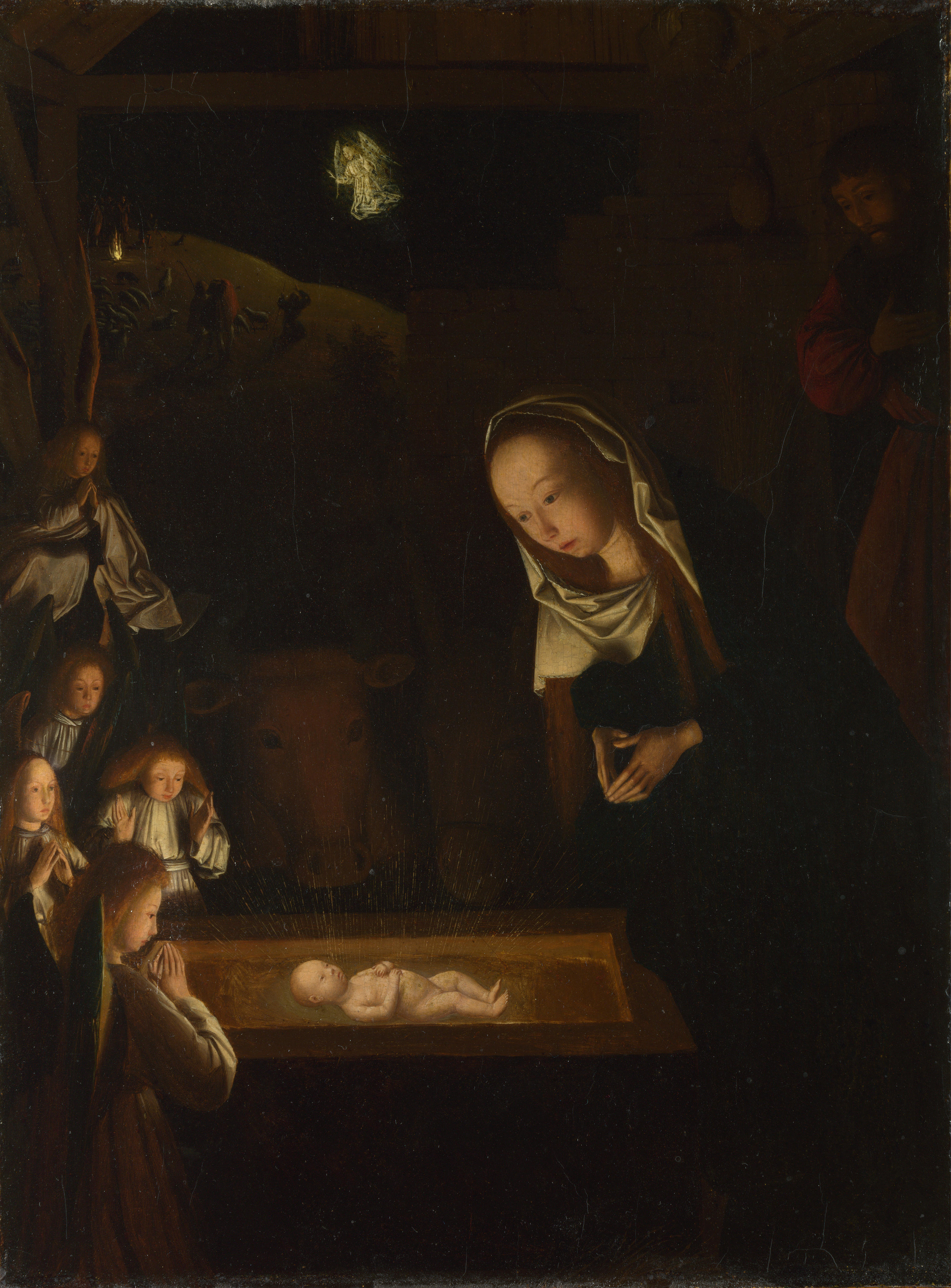
Natividad por la noche (c. 1490), de Geertgen tot Sint Jans, The National Gallery, Londres
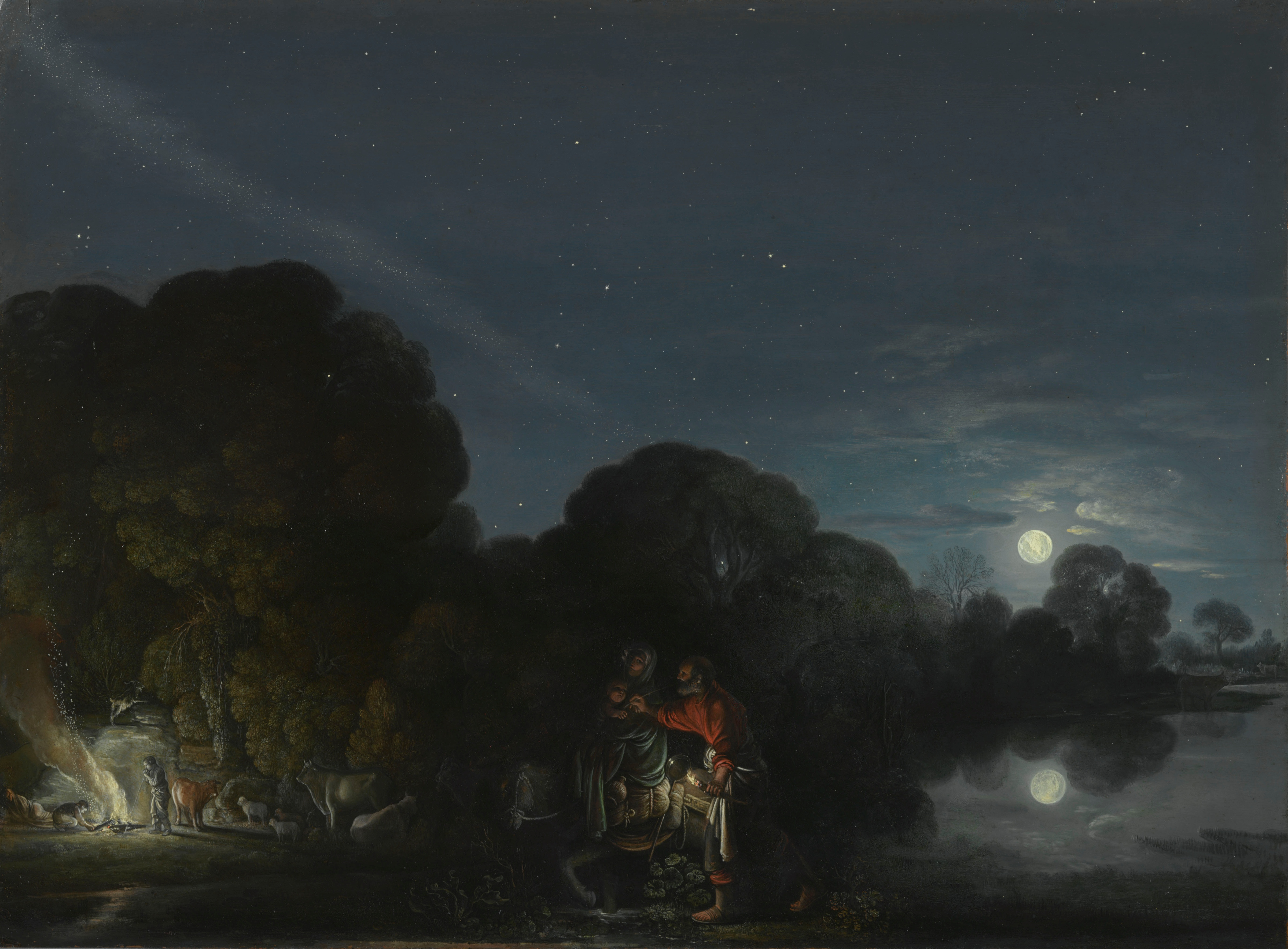
La huida a Egipto (c. 1609), de Adam Elsheimer, Pinacoteca Antigua de Múnich
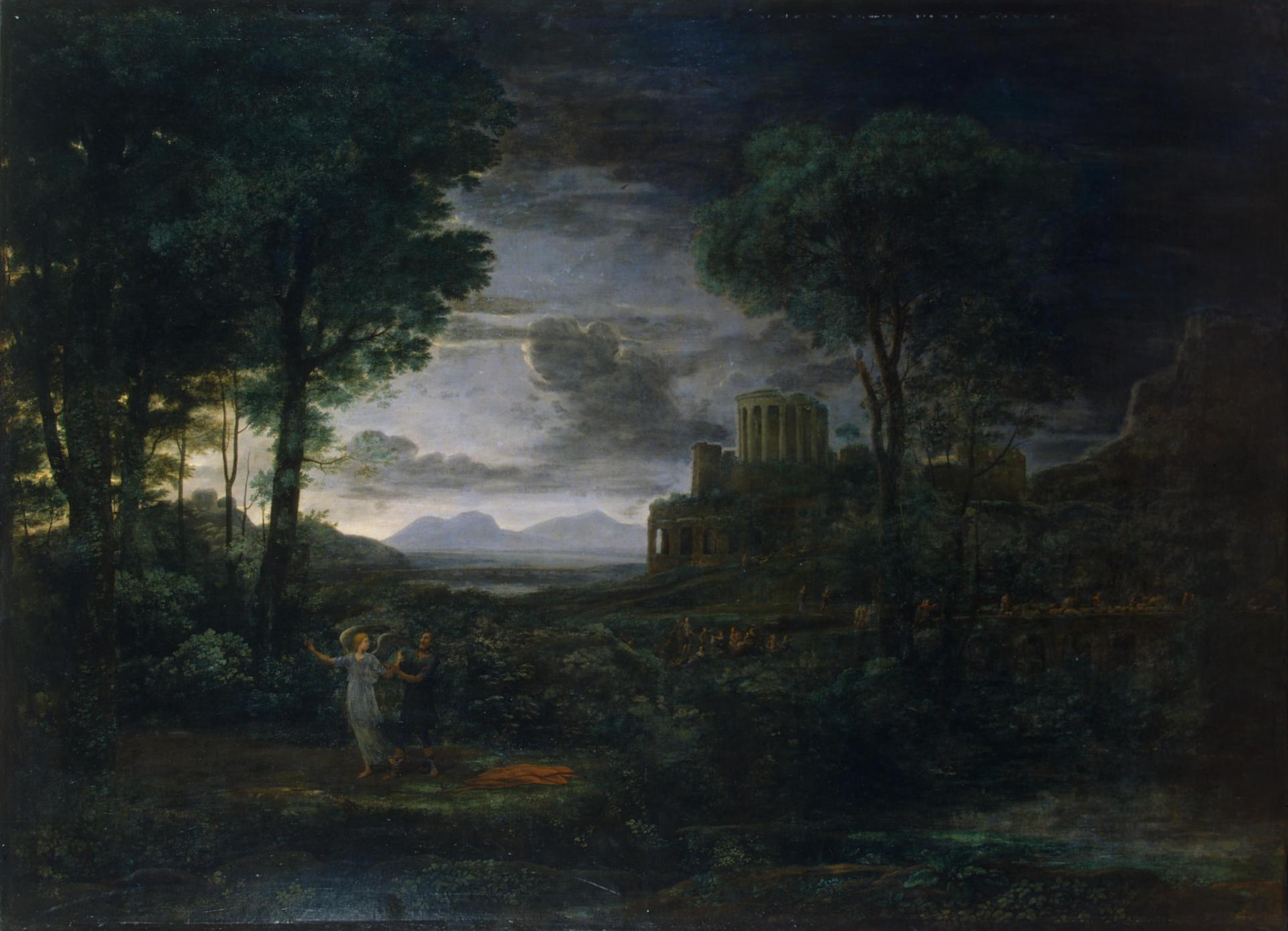
Paisaje con Jacob luchando con el ángel (1672), de Claudio de Lorena, Museo del Hermitage, San Petersburgo
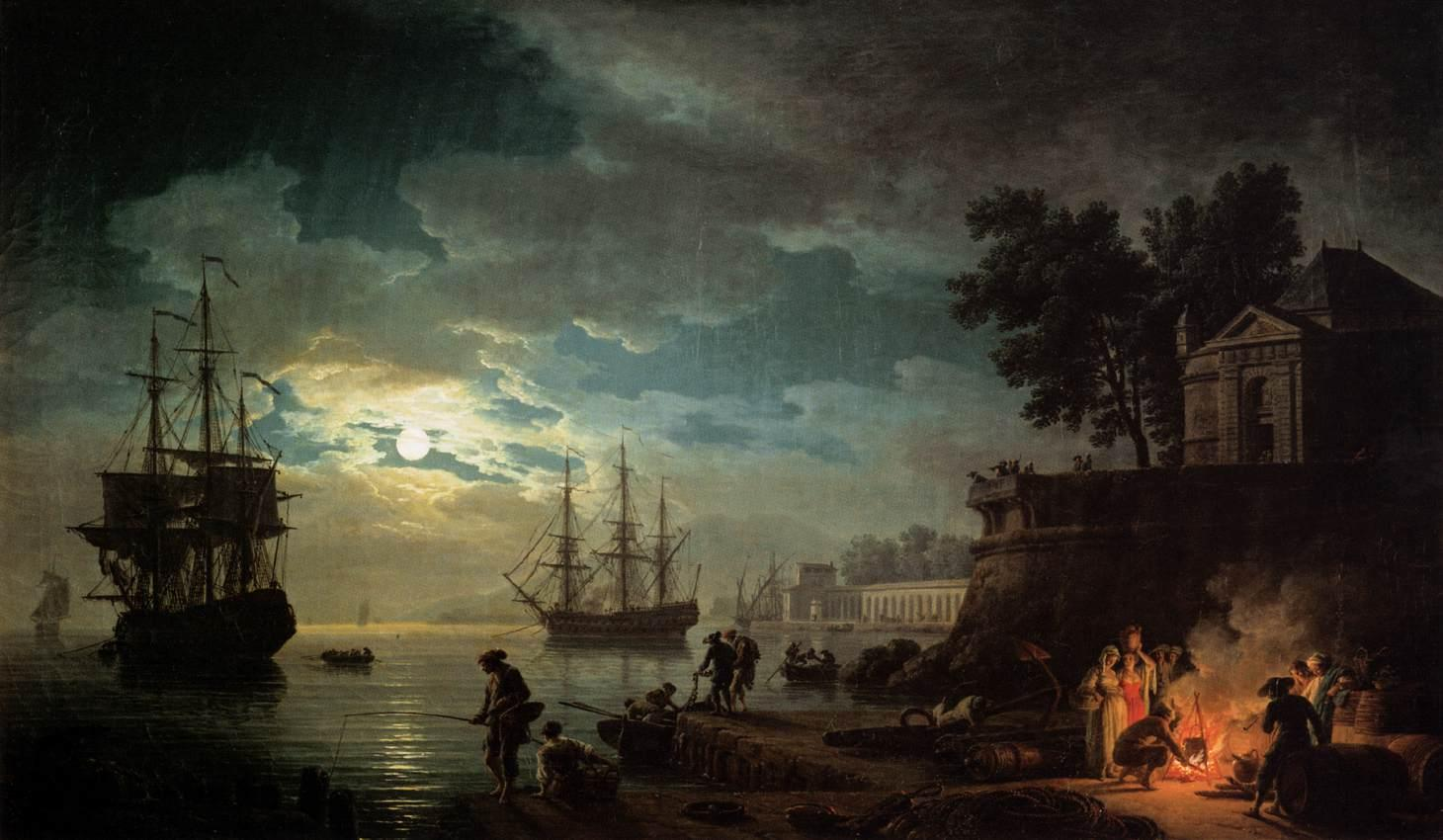
Noche: puerto a la luz de la luna (1771), de Joseph Vernet, Museo del Louvre, París
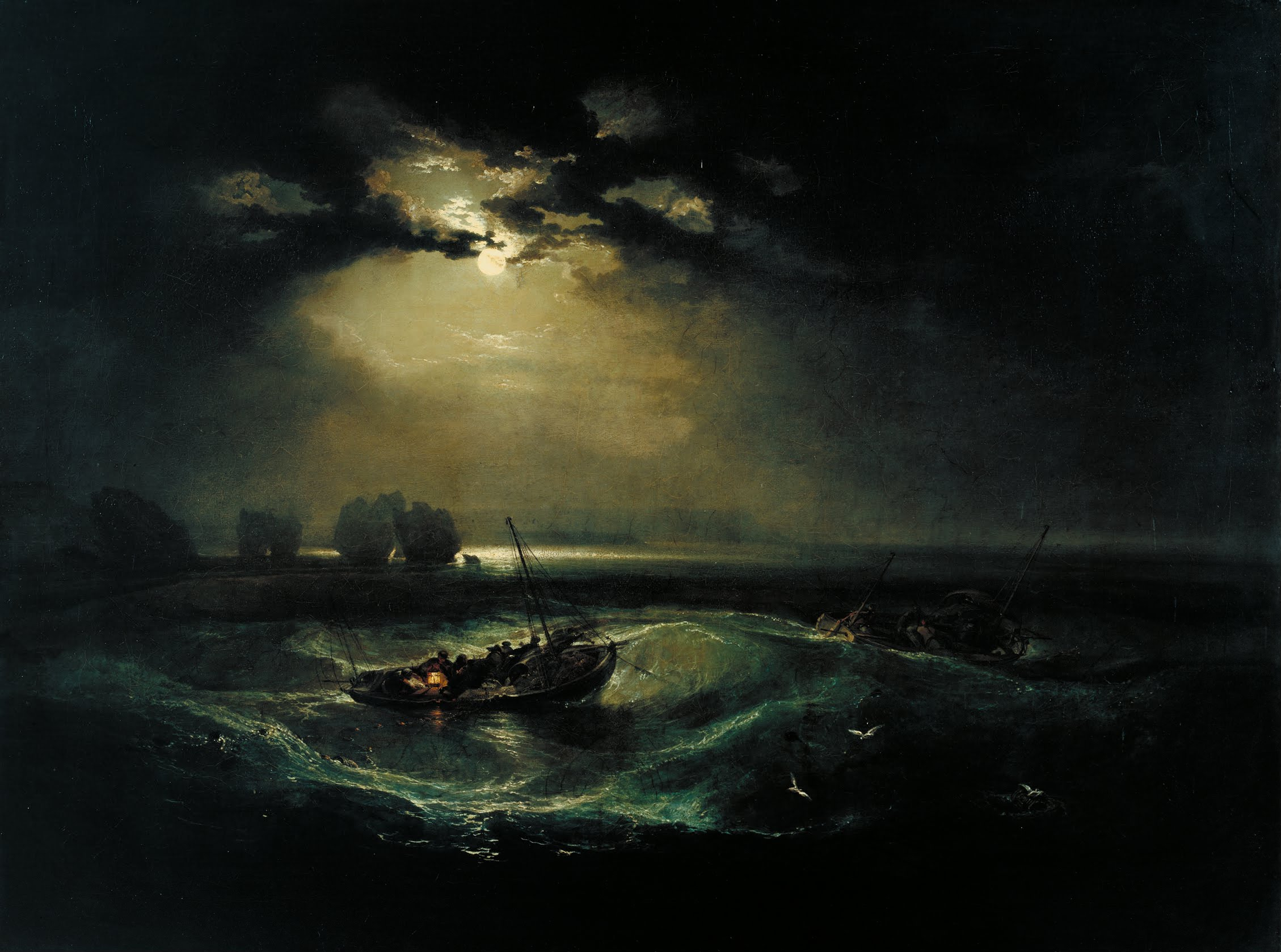
Pescadores en el mar (1796), de Joseph Mallord William Turner, Royal Academy of Arts, Londres
El 3 de mayo en Madrid (1813-1814), de Francisco de Goya, Museo del Prado, Madrid
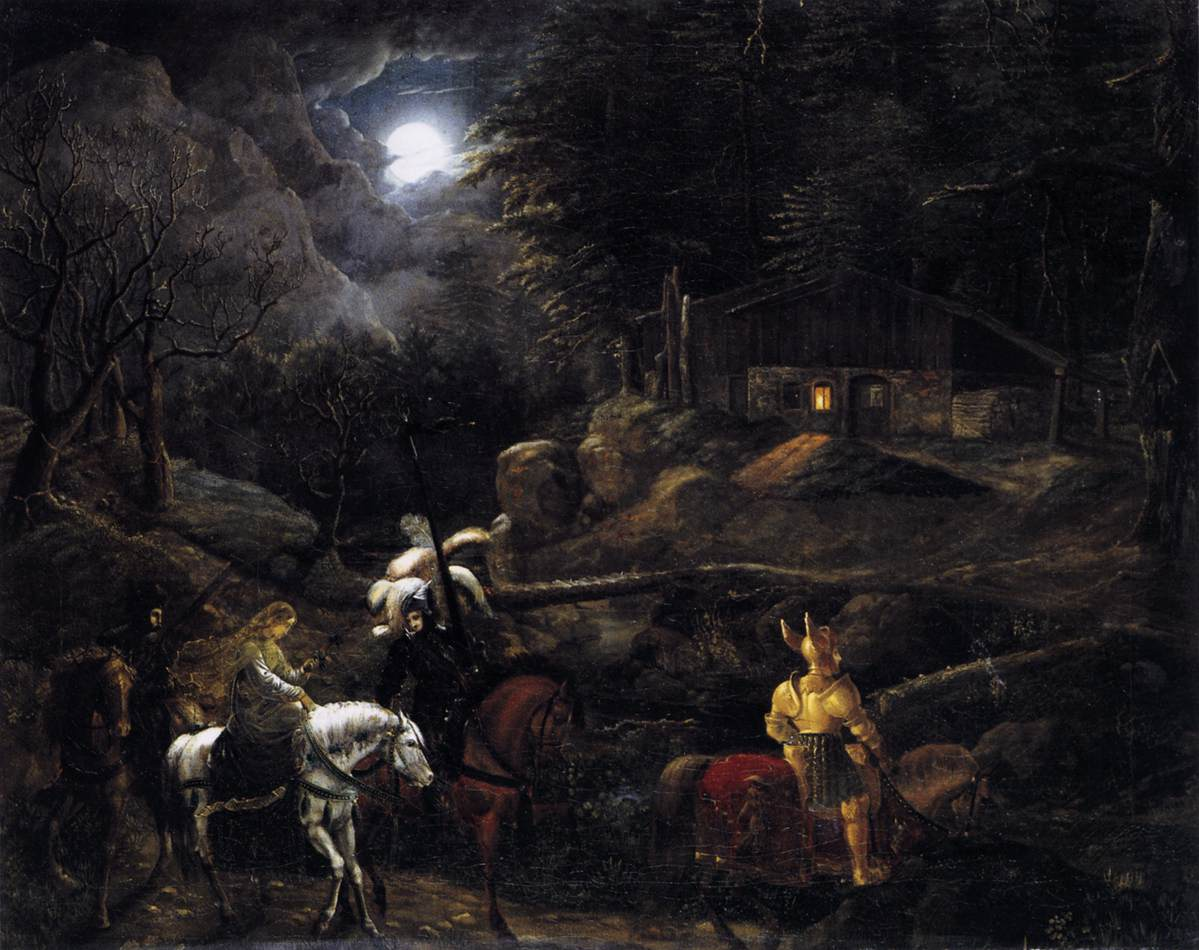
Caballeros ante una cabaña (1816), de Karl Philipp Fohr, Alte Nationalgalerie, Berlín
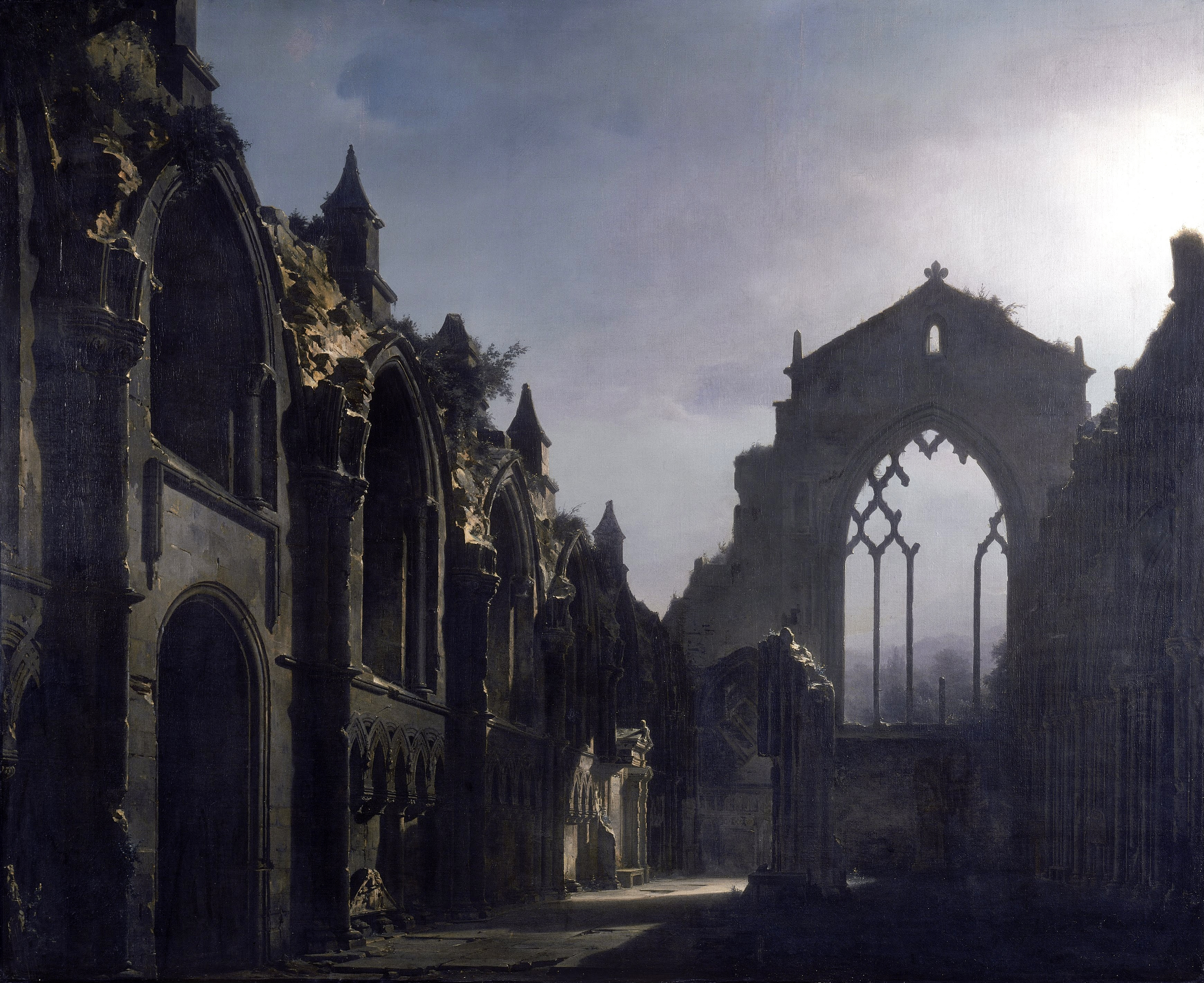
Ruinas de la capilla de Holyrood a la luz de la luna (1824), de Louis Daguerre, Walker Art Gallery, Liverpool
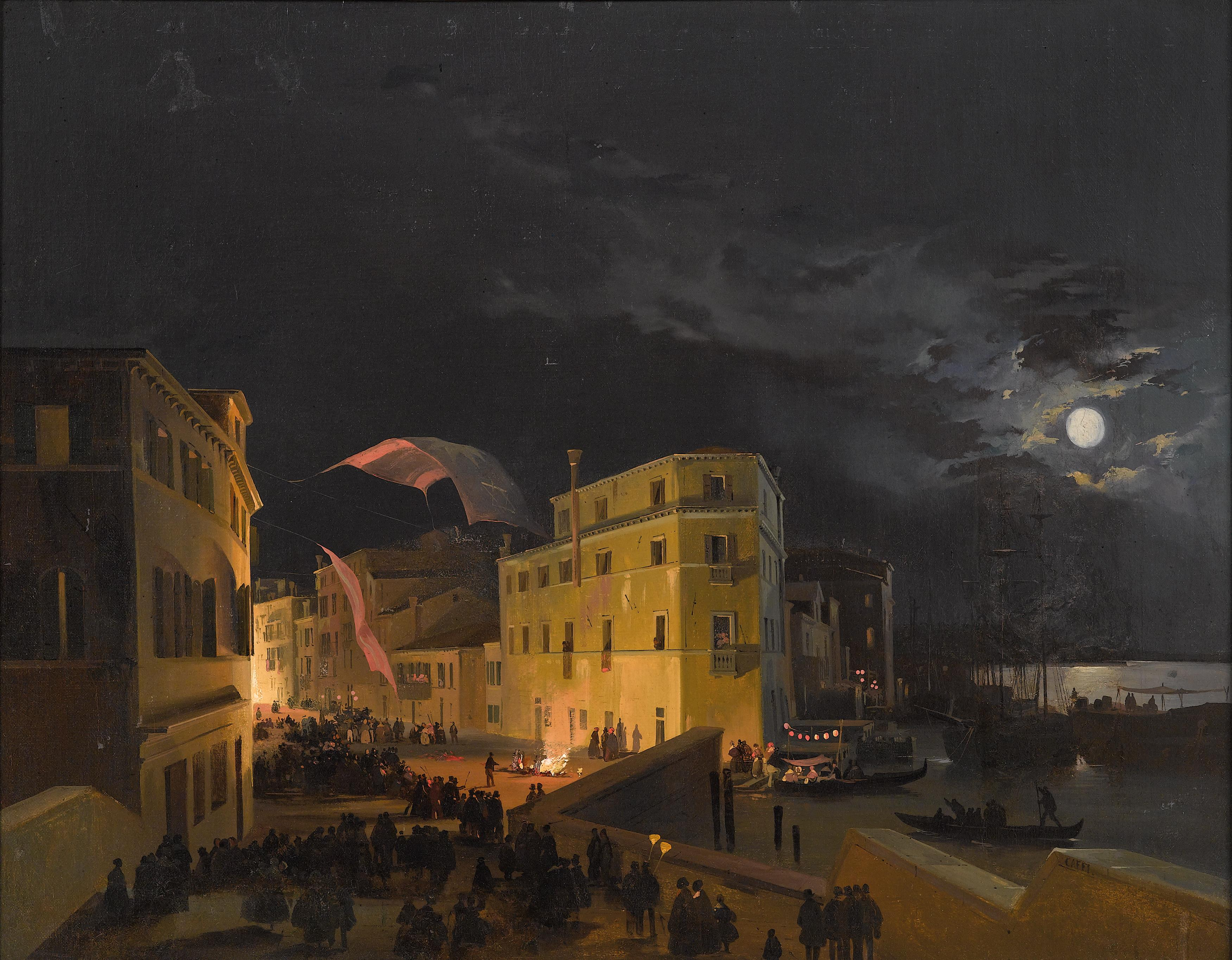
Venecia, fiesta nocturna en la vía Eugenia (1840), de Ippolito Caffi, colección privada
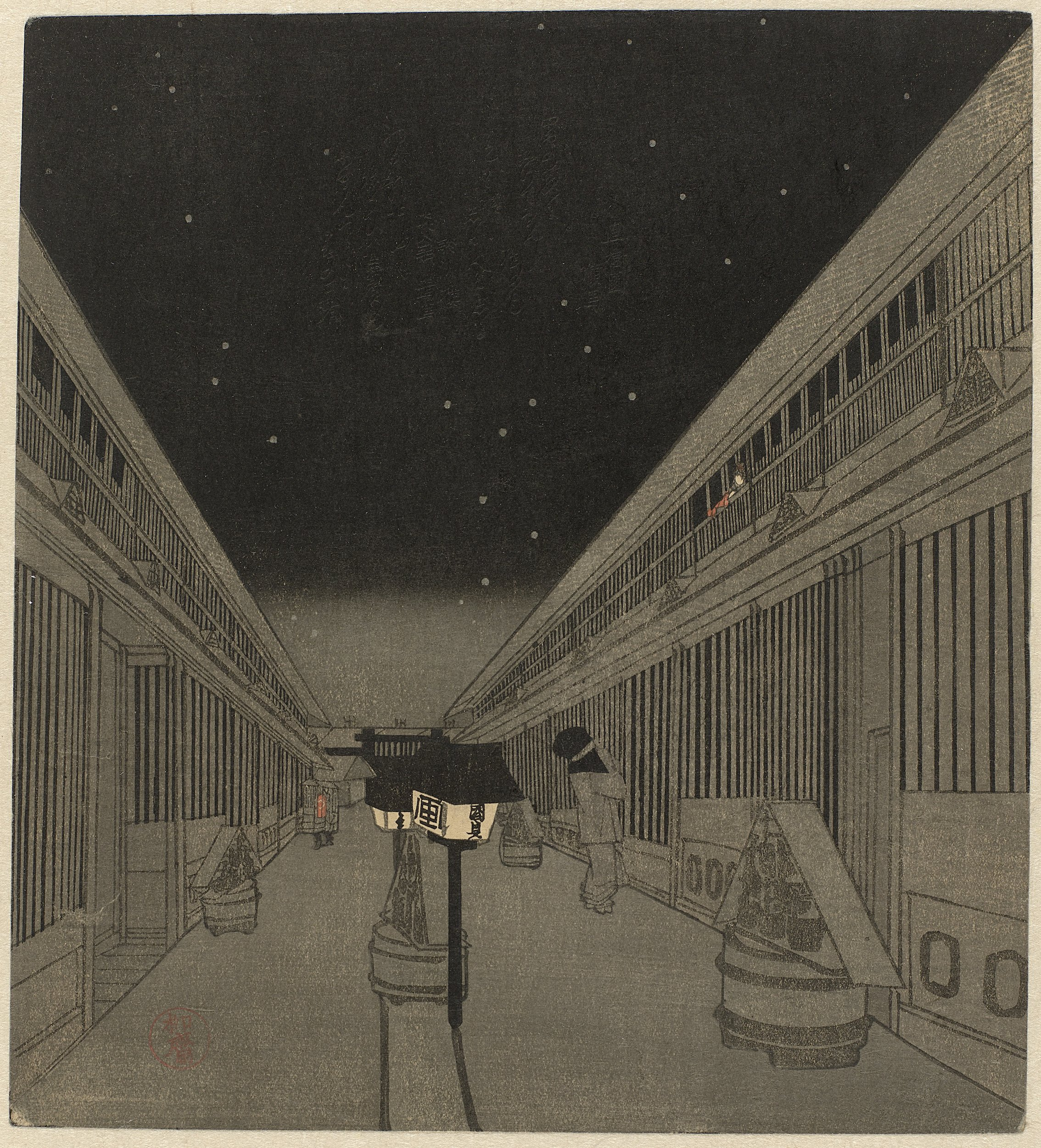
Yoshiwara por la noche (1852-1864), de Utagawa Kunisada II, Rijksmuseum, Ámsterdam
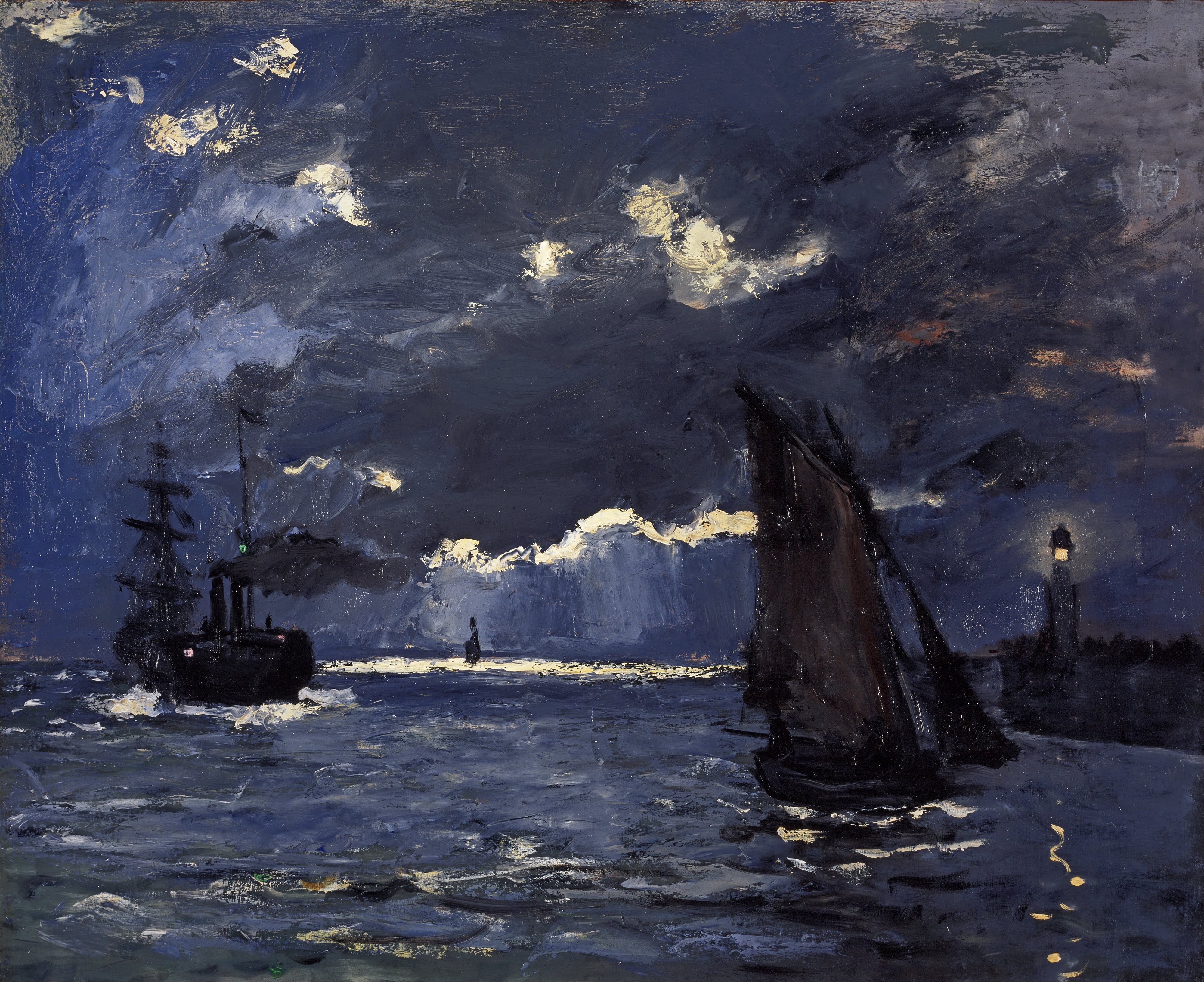
Marina, barcos al claro de luna (1864), de Claude Monet, Galería Nacional de Escocia, Edimburgo
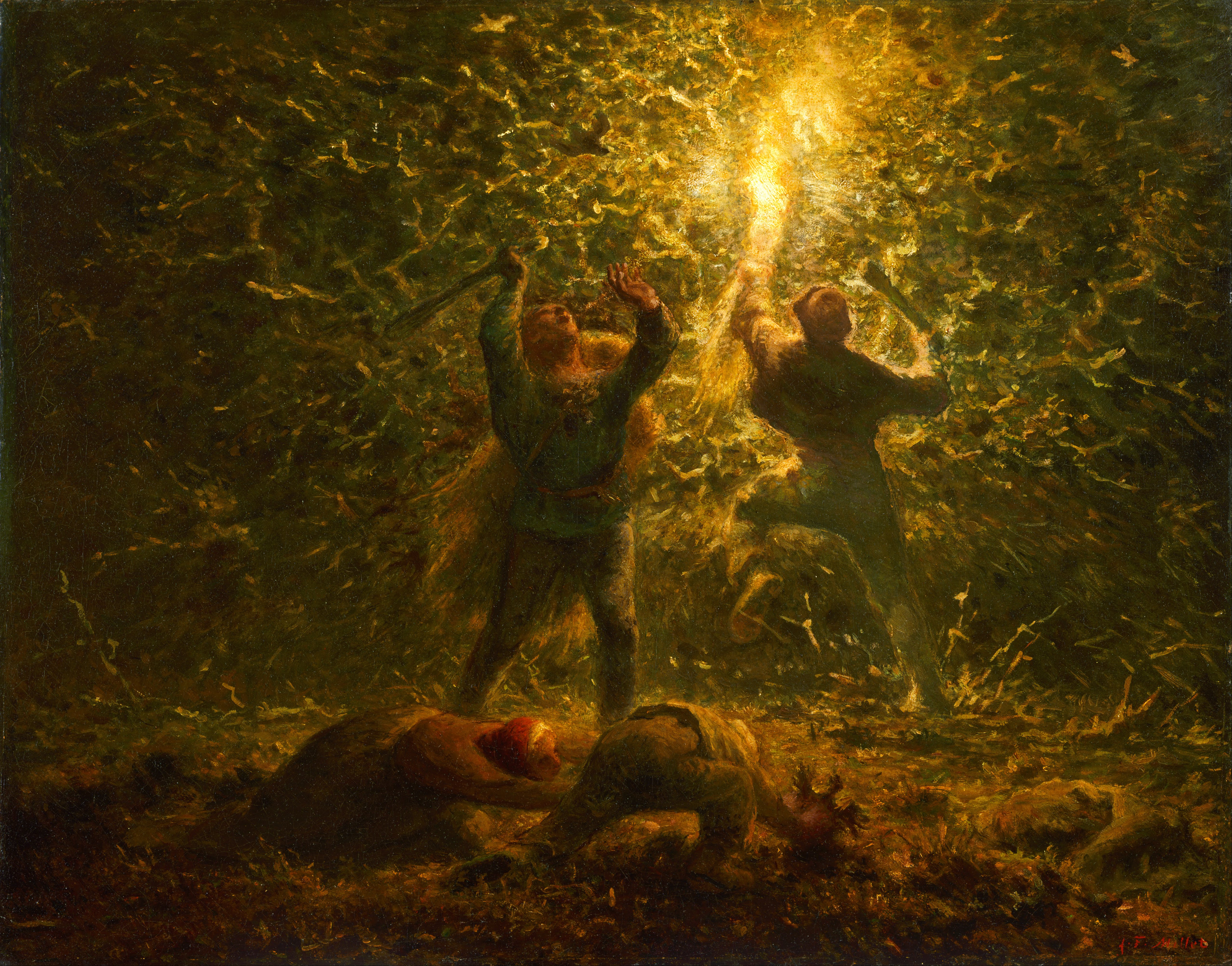
Cazadores de pájaros (1874), de Jean-François Millet, Museo de Arte de Filadelfia
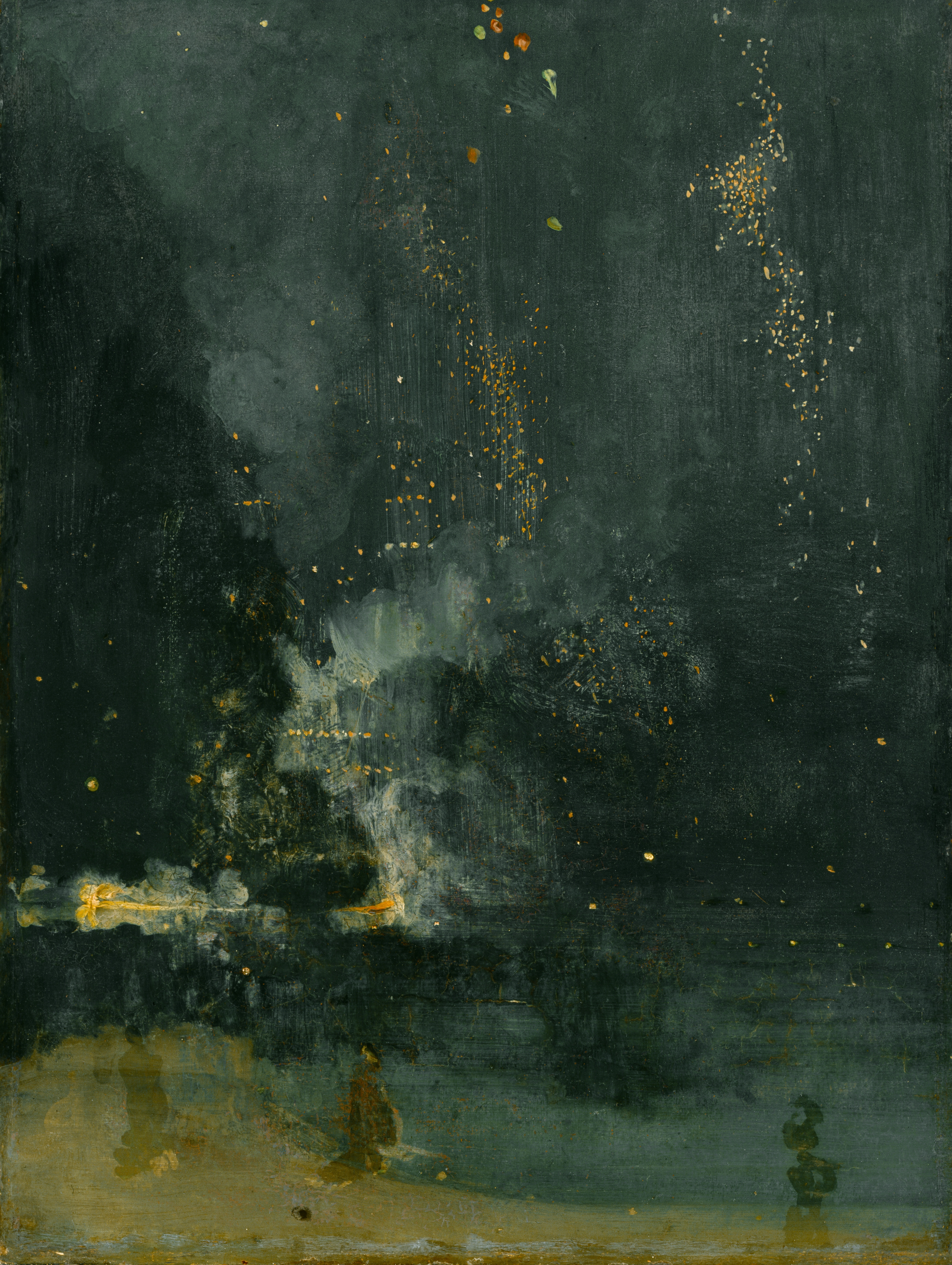
Nocturno en negro y oro: el cohete que cae (1874), de James Abbott McNeill Whistler, Detroit Institute of Arts
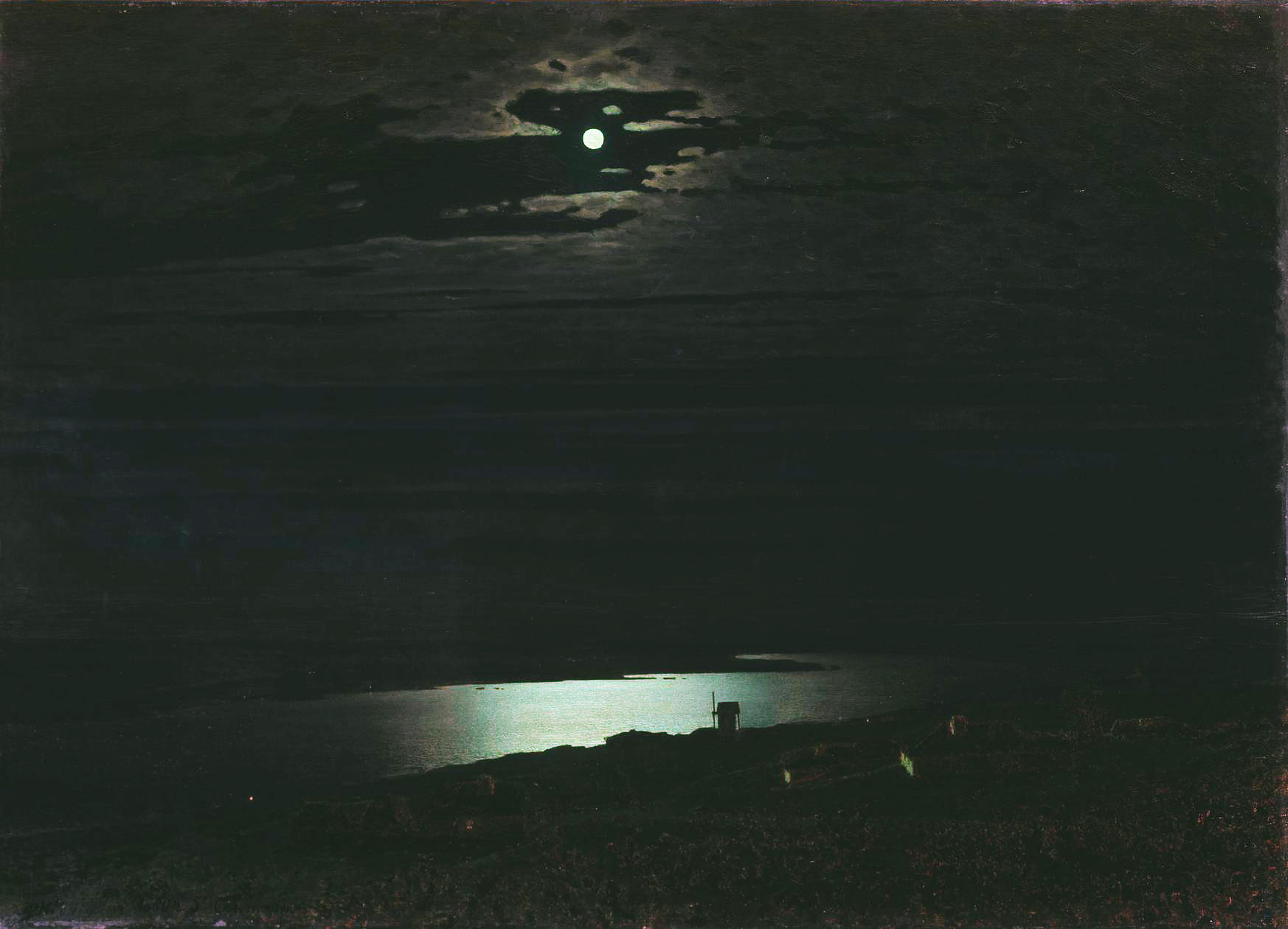
Noche en el río Dnieper (1882), de Arkhip Kuindzhi, Galería Tretiakov, Moscú
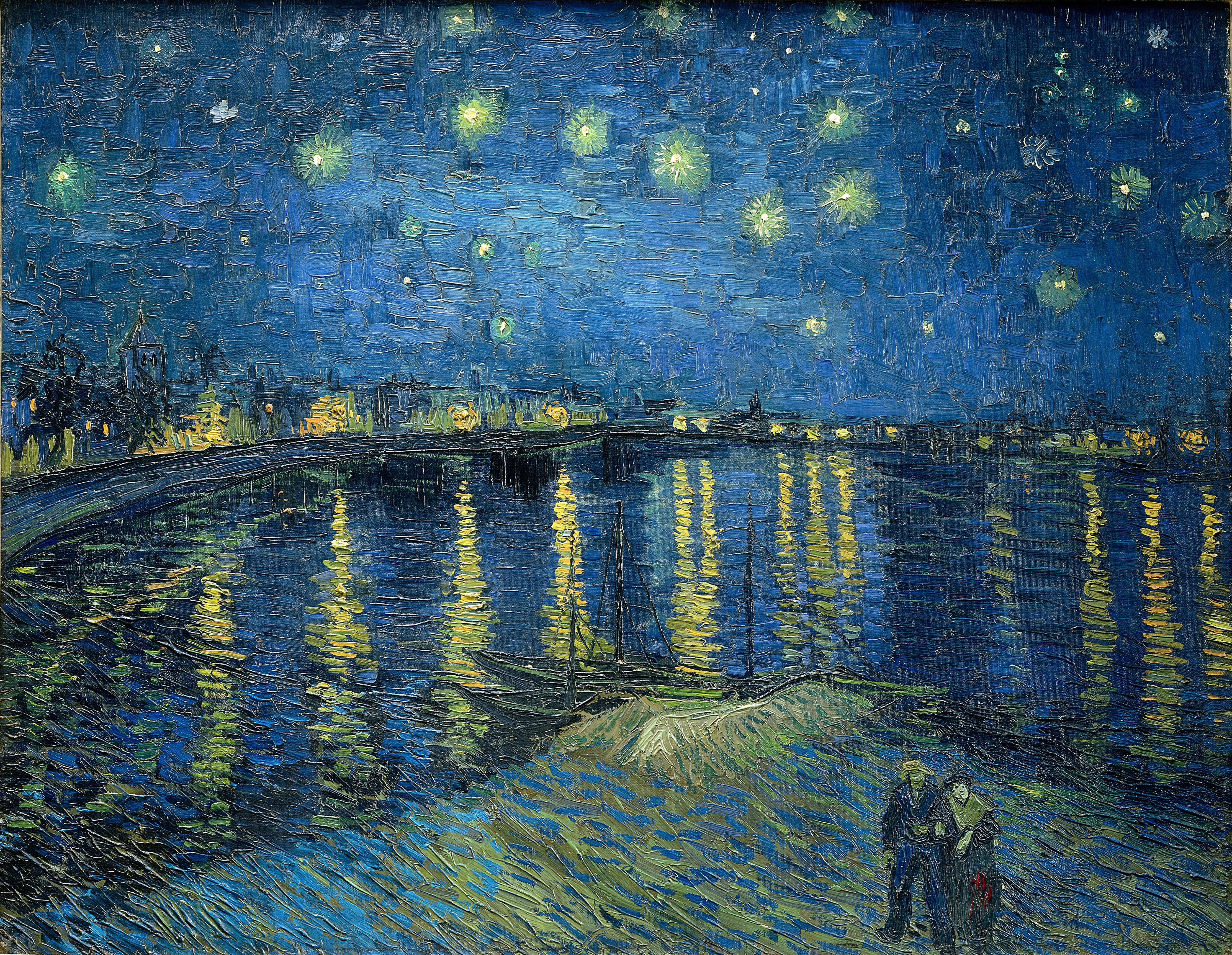
Noche estrellada sobre el Ródano (1888), de Vincent van Gogh, Museo de Orsay, París
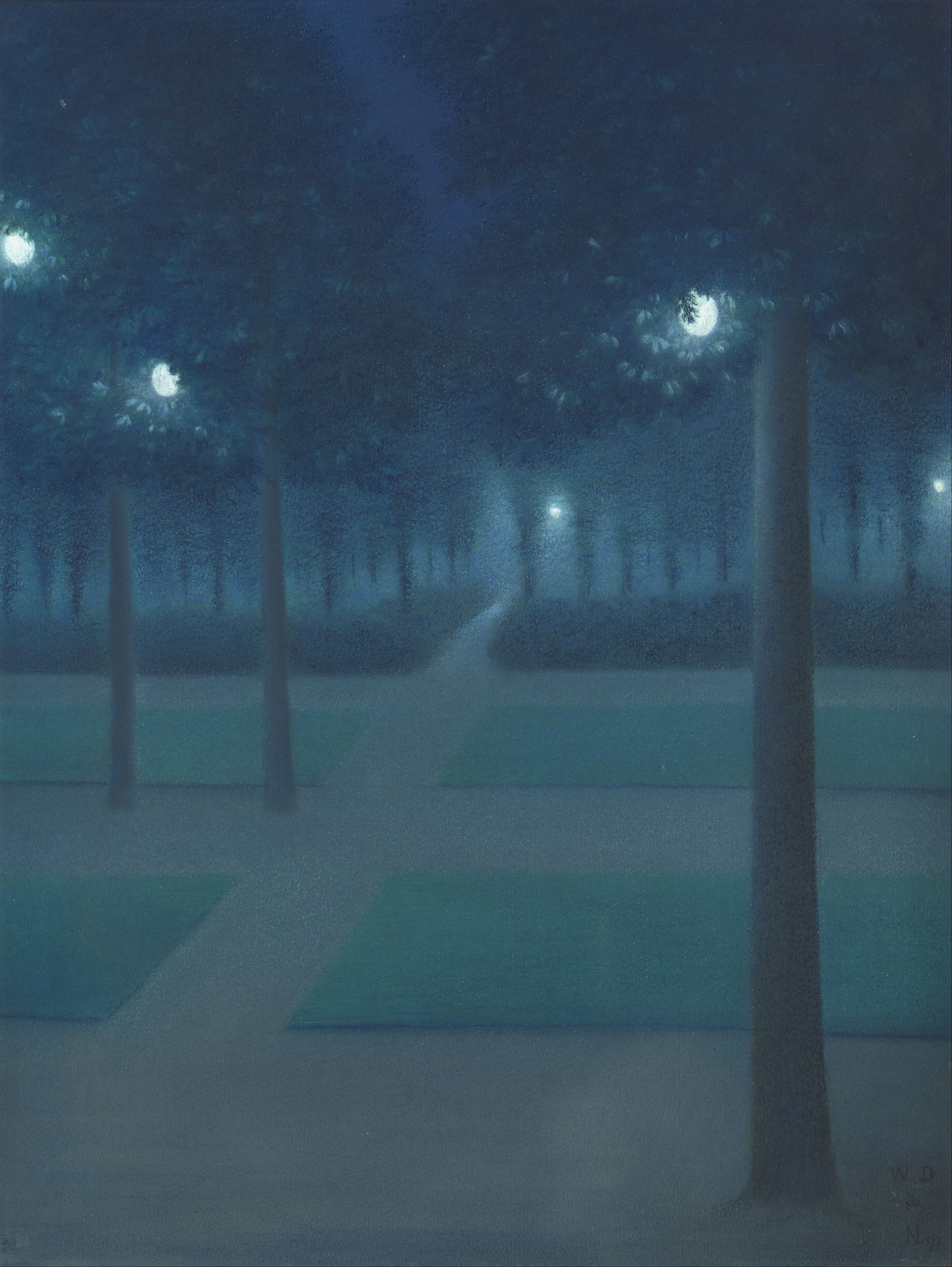
Nocturno en el Parc Royal de Bruselas (1897), de William Degouve de Nuncques, Museo de Orsay, París
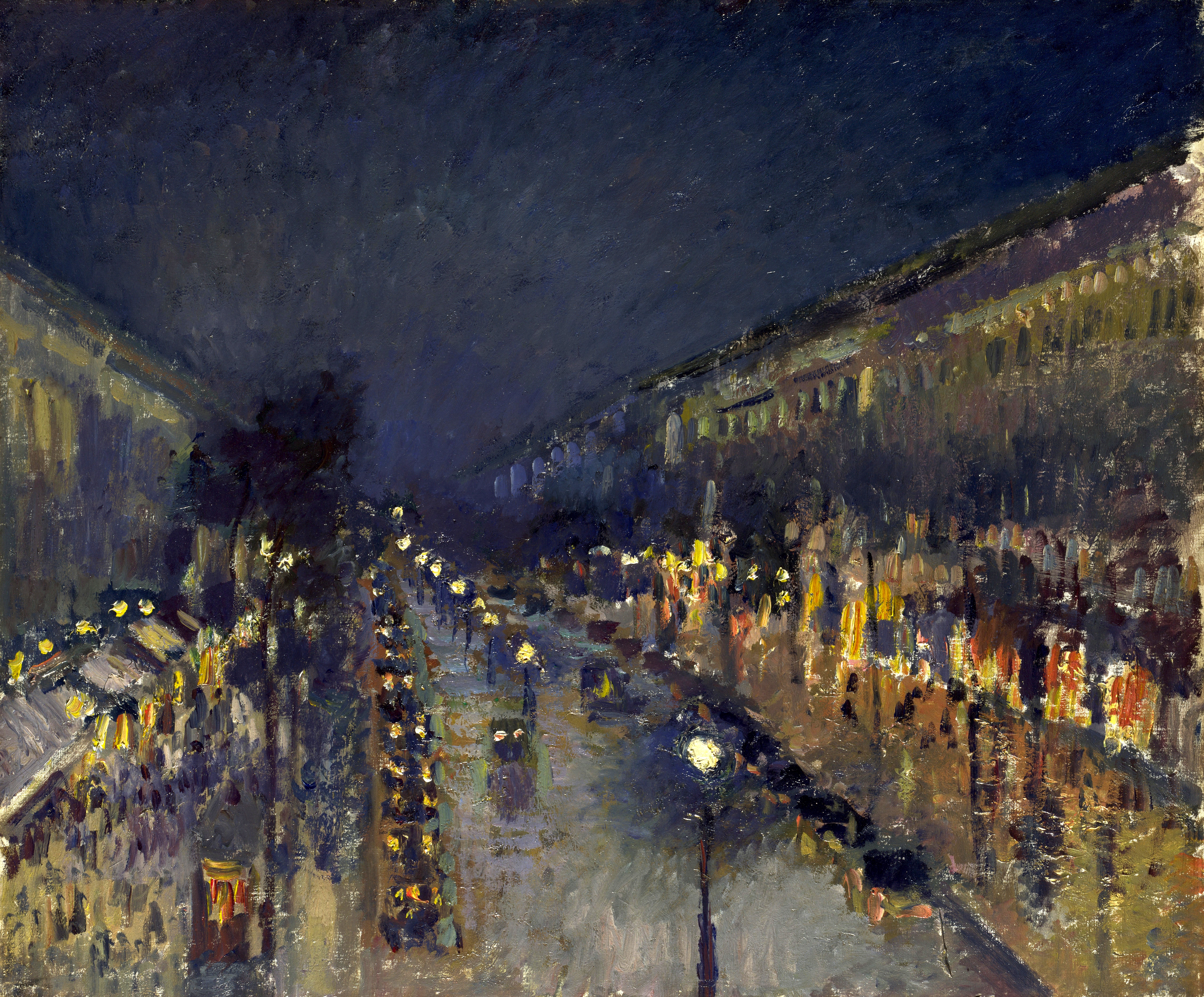
Boulevard Montmartre, efecto nocturno (1897), de Camille Pissarro, The National Gallery, Londres
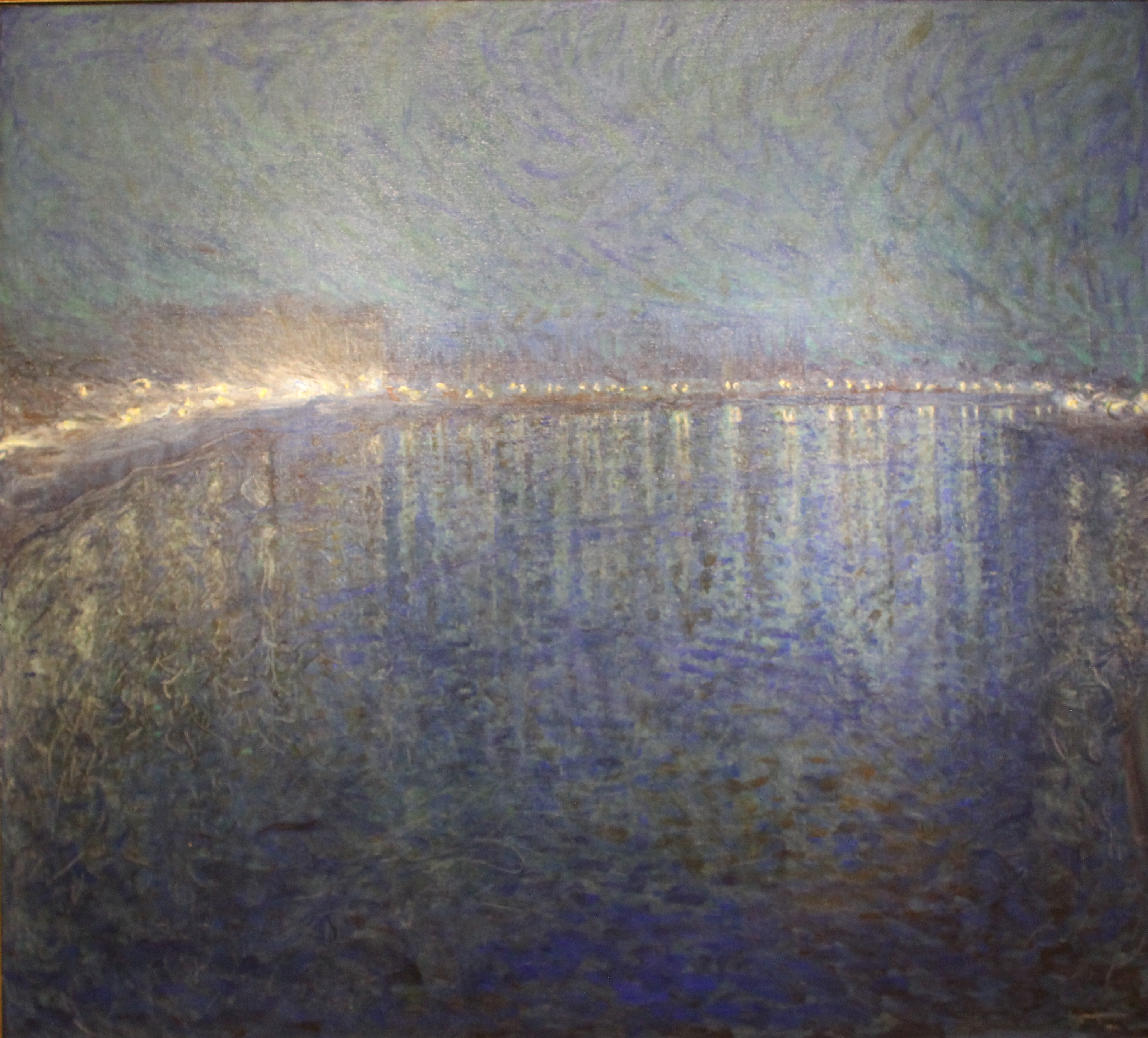
Nocturno (1900), de Eugene Jansson, Museo de Arte de Gotemburgo
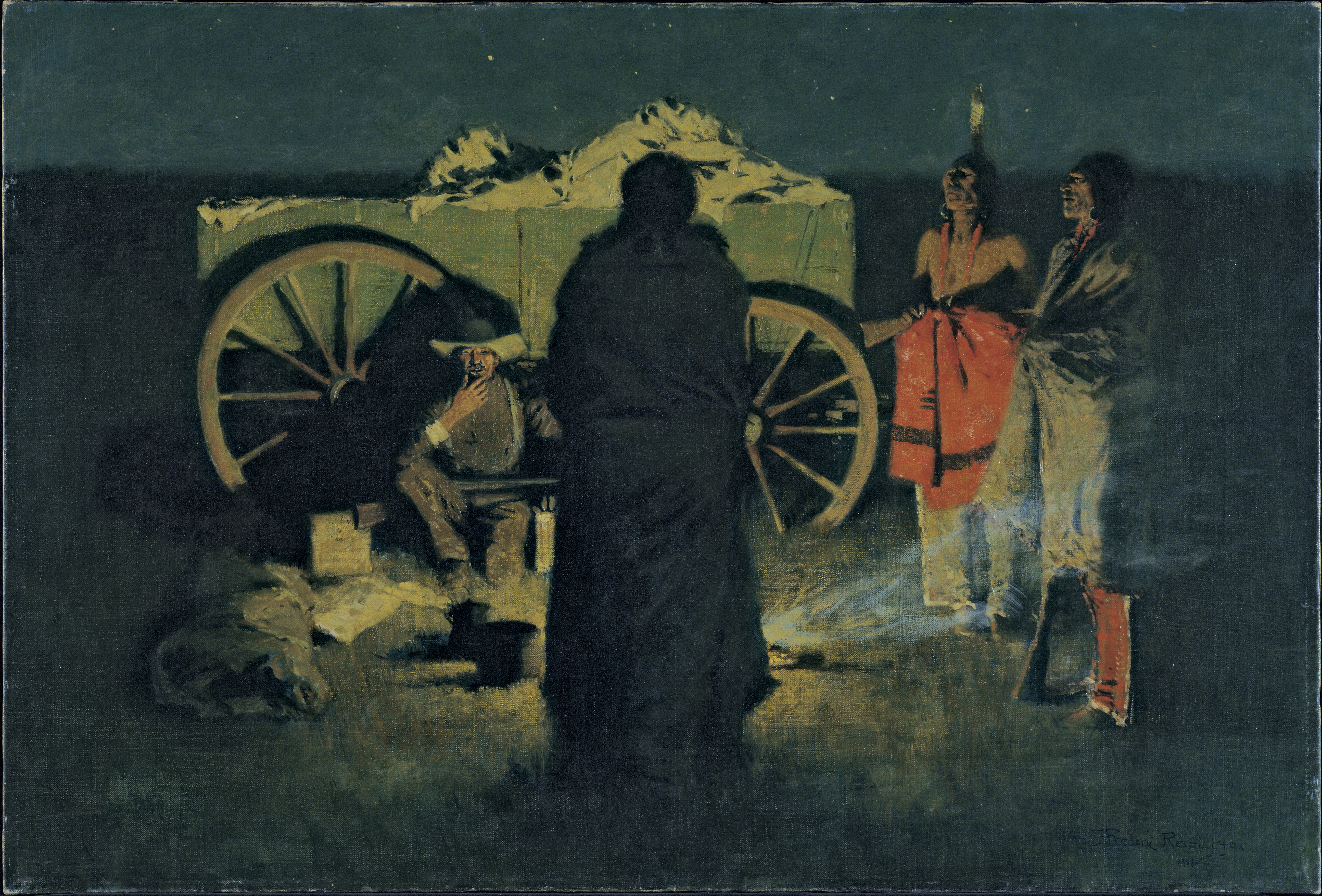
Hospitalidad de escopeta (1908), de Frederic Remington, Hood Museum of Art, Dartmouth College, Hanover (Nuevo Hampshire)
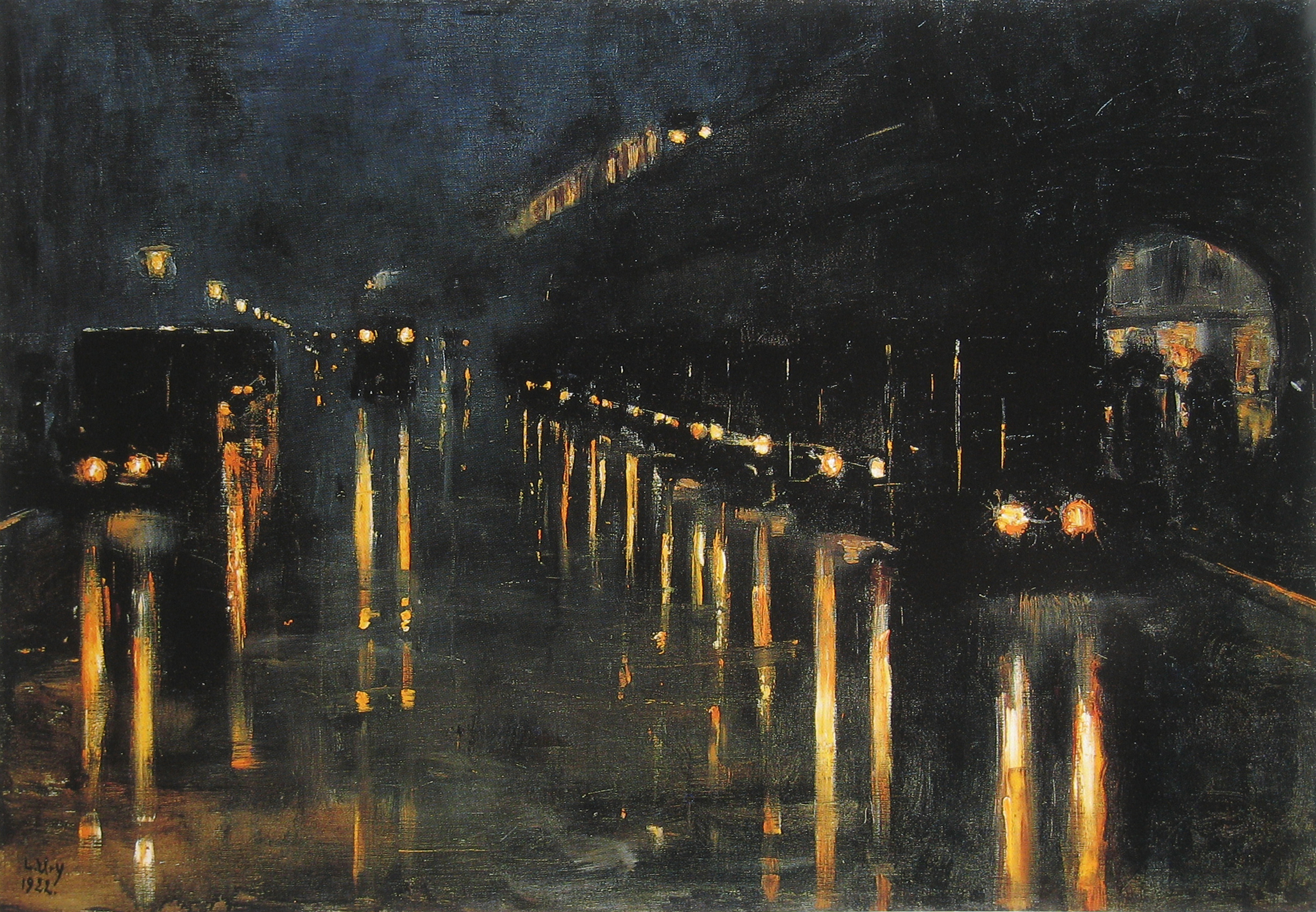
Hochbahnhof Bülowstraße (1922), de Lesser Ury, colección privada
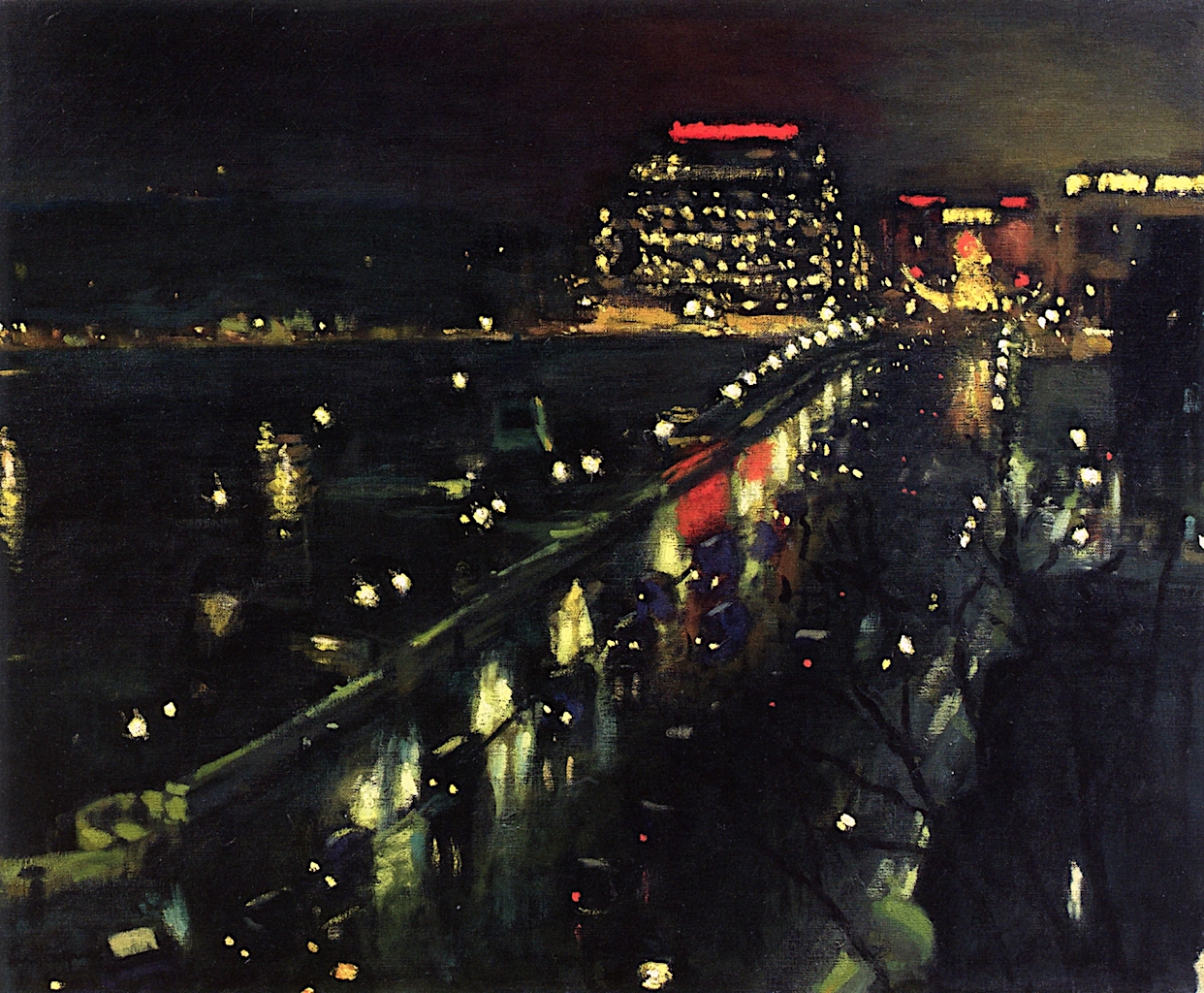
El Pont-Neuf de noche (1935), de Albert Marquet, Centro Pompidou, París
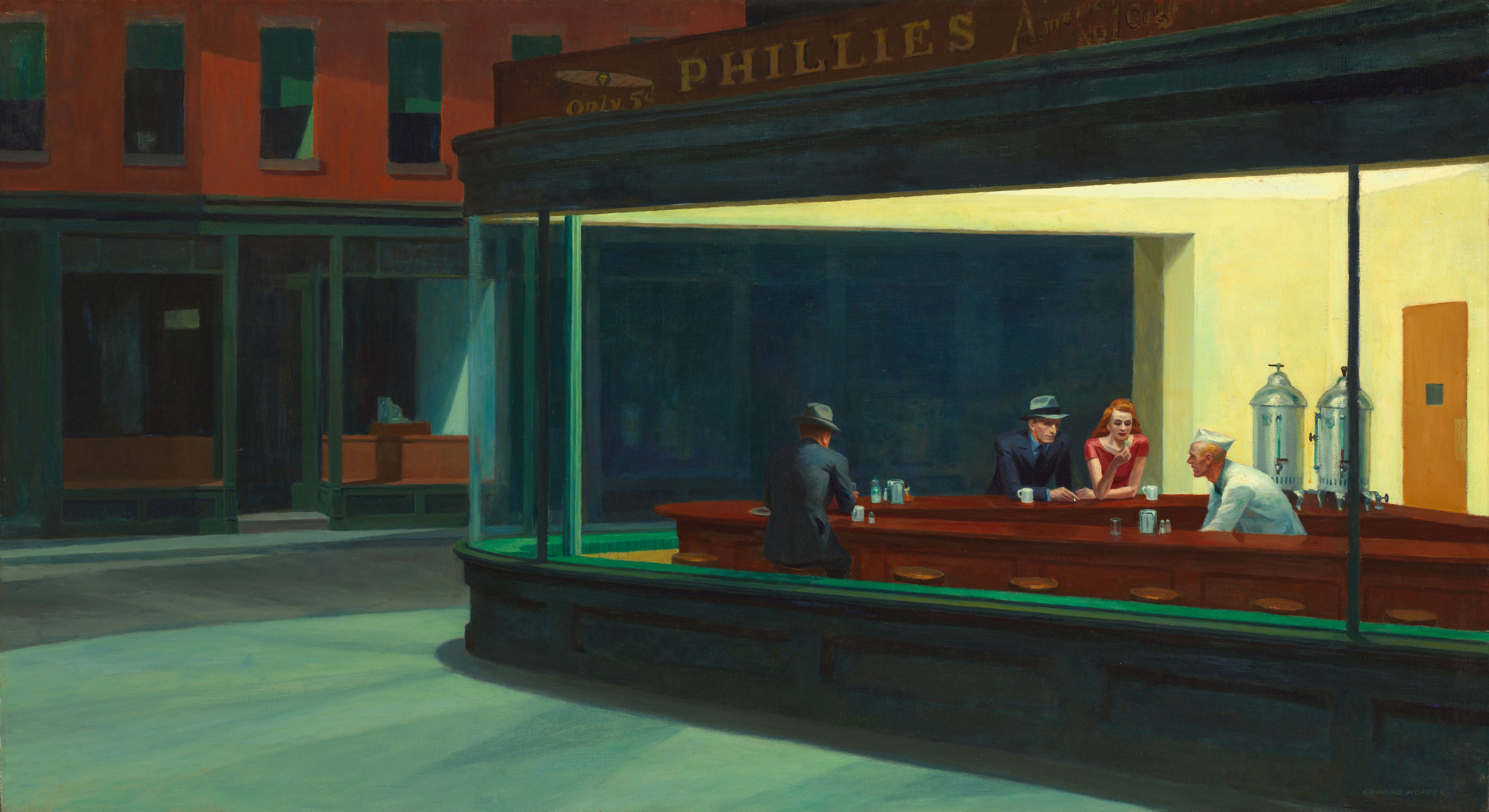
Noctámbulos (1942), de Edward Hopper, Art Institute de Chicago